# Спасоевич, Неда
Неда Спасоевич (серб. Неда Спасојевић; 16 апреля 1941, Белград — 16 июля 1981), Белград) — югославская сербская актриса театра и кино.

## Биография
Родилась в семье Милорада Спасоевича, актёра театра и кино. В детстве часто ездила с семьёй на гастроли по различным театрам Югославии.
Специального образования не получила. Дебютировала на сцене театра в Титограде в 1961 году. Позже выступала на сцене театров Белграда.
Снималась в кино с 1966 года. С середины 1960-х годов была одной из самых ярких актрис югославского кино и телевидения.
Амплуа — драматическая актриса.
Умерла от рака.

## Фильмография

### Роли в кино
- 1966 — Рапсодия в чёрном / Расподија у црном
- 1967 — Утро / Јутро — Марклена
- 1967 — Когда я буду мёртвым и белым / Kad budem mrtav i beo — Лилица
- 1968 — Есть любовь, нет любви / Има љубави, нема љубави
- 1969 — Срамно лето
- 1971 — Жеђ
- 1971 — Македонскиот дел од пеколот
- 1972 — Вальтер защищает Сараево / Валтер брани Сарајево — Мирна
- 1972 — Следы тёмноволосой девушки / Трагови црне девојке
- 1974 — Страх
- 1975 — Кичма
- 1977 — Запах земли / Мирис земље — Магда, жена Лукаша
- 1978 — Двобој за јужну пругу
- 1980 — Јована Лукина
- 1980 — Закон любви / Изгубљени завичај
- 1981 — Бановић Страхиња

### Роли в телефильмах и телесериалах
- 1965 — Реци да сам лажов
- 1966 — Волите се људи
- 1967 — Сквер
- 1967 — Материјално обезбеђено у правом смислу те речи
- 1967— Еуридика
- 1967 — Кафаница на углу
- 1967— Љубавни је цео свет
- 1968 — Самци 1
- 1969— Самци 2
- 1969 — Бекство
- 1969 — Снаха
- 1969 — Недозвани
- 1969 — Јахачи пут мора
- 1969 — Господин фока
- 1969 — Дарови моје рођаке Марије
- 1969 — Хајде да растемо
- 1970 — Удовиство госпође Холројд
- 1972 — Заслуге
- 1972 — Злочин и казна
- 1972 — Петак вече
- 1972 — Неспоразум
- 1972 — Саванарола и његови пријатељи
- 1973 — Суђење Бертолду Брехту
- 1973 — Милојева смрт
- 1974 — Реквијем за тескаса
- 1975 — Љубичице
- 1975 — Фарма
- 1976 — У бањи једног дана
- 1978 — Маска
- 1979 — Осма офанзива
- 1981 — Смрт пуковника Кузмановића
- 1981 — Вреле капи

## Награды
- Лауреат премии Золотая Арена на кинофестиваль в Пуле.
- приз Золотая Ника Международного кинофестиваля в Монте-Карло, 1969